# 王浩信20週年紀念生日音樂會
《王浩信20週年紀念生日音樂會》是香港男演員及歌手王浩信的首場個人演唱會，在2025年7月5日於音樂唐人館舉辦，本演唱會由無限演出主辦。

## 介紹
本演唱會《王浩信20週年紀念生日音樂會》為王浩信經《黎瑞恩 X 王浩信 美國舊金山演唱會》後再度舉辦演唱會，不同的是，這一次是完完全全為個人演唱會，王浩信於此演唱會除了演唱以前拍攝劇集的歌曲以外，亦演唱了於中國內地比較有名的歌曲《跳樓機》，此舉動亦引起在場的內地粉絲感到驚訝。
演唱會的嘉賓為王浩信在電視廣播有限公司的老拍擋菊梓喬，王浩信與其演唱了以前的合唱歌曲，同時在菊梓喬的起哄下，亦跳起在抖音熱門的舞蹈《大展鴻圖》，此舉動亦令現場觀眾歡呼不斷。

## 演唱歌曲
- 最真心一對（原唱：何雁詩）
- Medley：聽說愛情回來過（原唱：林憶蓮） + 至少還有你（原唱：林憶蓮） + 夏日傾情（原唱：黎明）+ 傾城（原唱：許美靜）+ 當年情（原唱：張國榮）
- 似真如假
- Sorry（原唱：蘇永康）
- 吻別（原唱：張學友）
- 跳樓機（原唱：LBI利比）
- 到此為止（原唱：Dear Jane）
- 心眼
- 愛不起
- 觸電 (國)
- 演唱會（原唱：陳奕迅）
- 誘心人
- 蝴蝶效應（和菊梓喬合唱）
- 陪着你走（和菊梓喬合唱，原為和譚嘉儀合唱）
- 拖字闕（和菊梓喬合唱，原為和方皓玟合唱）
- 大展鴻圖（舞蹈）
- 欲言又止（和菊梓喬合唱）

Encore
- 你是我唯一出口（未出新歌）
- 甘心代替你（個人版本）